# هيلموت إدر
هيلموت إدر (بالألمانية: Helmut Eder)‏ هو ملحن نمساوي، ولد في 26 ديسمبر 1916 في لينتس في النمسا، وتوفي في 8 فبراير 2005 في سالزبورغ في النمسا.

## وصلات خارجية
- هيلموت إدر على موقع ميوزك برينز (الإنجليزية)
- هيلموت إدر على موقع أول ميوزيك (الإنجليزية)
- هيلموت إدر على موقع ديسكوغز (الإنجليزية)